# 맹장

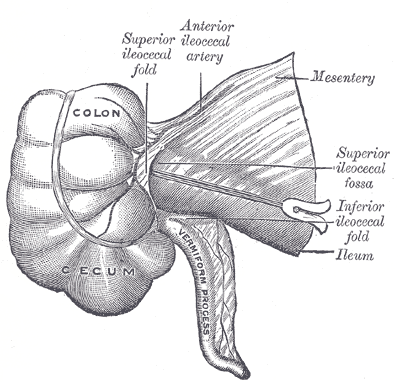

막창자(cecum, caecum) 또는 맹장(盲腸)은 대장의 맨 앞 부분이며 어떤 동물(사람 포함)의 끝에는 충수가 있기도 하다. 맹장과 소장의 끝부분인 회장(回腸) 사이에는 회장맹장판막(回腸盲腸瓣膜)이 있어서 맹장으로 내려가는 내용물의 속도를 조절하며 또 내용물이 소장으로 역류하는 것을 막아준다.

## 기능
사람에 있어서 맹장의 주된 기능은 소장에서의 소화와 흡수가 끝난 뒤에도 남아 있는 수분과 염분을 흡수하고 내용물을 일종의 윤활작용을 하는 점액과 섞어 주는 것이다. 맹장의 내면은 두꺼운 점막으로 되어 있어 수분과 염분이 흡수되며 점막 밑에는 근육층이 있어서 내용물을 휘젓고 반죽하는 운동을 한다. 그러나 맹장이 없다고 해서 인체에 특별한 문제가 생기는 것은 아니기 때문에 맹장염 등이 발생한 경우 절제해주는 게 좋다.
맹장의 구조와 기능은 동물마다 달라서 토끼나 말과 같은 되새김질을 하지 않는 초식동물의 맹장은 매우 크며, 영양분의 흡수에 중요한 역할을 하고 셀룰로오스를 분해하는 세균이 들어 있다. 육식동물은 맹장이 퇴화해 거의 없거나 아예 없다. 고양이나 개의 맹장은 근육운동이 매우 활발해 이미 밑으로 내려보냈던 내용물을 다시 끌어 올려 새로운 음식물과 혼합할 수도 있다. 소화흡수된 음식물 찌꺼기의 일부는 맹장에 오랜 시간 머물면서 내장 미생물에 의해 발효되고 소화된다. 그렇기에 박테리아 등 소화기능에 중요한 장내 미생물의 집합소이자 피난처가 되기도 한다.
맹장이 무중력공간에서의 균형을 잡는 역할을 한다는 설이 있다. 하지만 이 부분은 무중력에 많이 노출되지 않고 맹장의 작용을 알기 어려워 증명되기 힘들다.
듀크 의대(Duke University Medical School)의 과학자들은 “대장의 소화과정에 중요한 역할을 하는 갖가지 유익한 박테리아들이 아메바 성 이질 등의 질병으로 죽거나 몸 밖으로 방출되었을 때 이 박테리아들을 다시 만들어 보충해 주는 곳이 맹장으로 생각된다”라며 맹장이 소화를 도와주는 정상세균총(normal bacterial flora)을 재생성할 수 있다고 한다. 이 부위에 염증이 생기면 맹장염이라고 한다.

## 같이 보기
- 맹장염
- 막창자꼬리
- 막창자꼬리염